# 能登原盛弘
能登原 盛弘（のとはら もりひろ、1951年 - ）は、日本の理学博士。教育者。専門は、数理生物、集団遺伝学、分子進化の研究。名古屋市立大学名誉教授。

## 略歴・人物
1951年福岡県出身。1975年九州大学理学部生物学科卒業。1980年九州大学大学院理学研究科生物専攻博士課程修了。理学博士となる。1981年より福岡県立京都高等学校、福岡県立筑紫丘高等学校、福岡県立福岡高等学校教諭。2002年名古屋市立大学大学院システム自然科学研究科助教授、2006年に名古屋市立大学大学院システム自然科学研究科教授。2016年に名古屋市立大学名誉教授。
- 集団遺伝、遺伝的多様性、分子進化、確率モデル、Coalescent Processの研究。
- 専門分野は、数理生物、集団遺伝学、分子進化。
- 所属学会は、日本進化学会、日本遺伝学会、日本数理生物学会。

## 論文
- 能登原盛弘『Study on the neutral multi-allele diffusion models : lattice models of neutral alleles / 中立複対立遺伝子拡散モデルに関する研究 : 中立遺伝子の格子モデル』（九州大学 博士論文 甲第1360号論文）1980年。 NAID 500000272939。
- 能登原盛弘「集団遺伝学における多対立遺伝子の格子モデル (Mathematical Topics in Biology : '80 December)」『数理解析研究所講究録』第420号、京都大学数理解析研究所、1981年3月、93-109頁、ISSN 1880-2818、NAID 110007335632。
- 能登原盛弘「A-2 サンプル遺伝子の系図過程と遺伝的多様性(ゲノム・遺伝解析)(2003年度統計関連学会連合大会記録(日本統計学会第71回大会))」『日本統計学会誌』第33巻第3号、日本統計学会、2003年、413-414頁、NAID 110003161015。
- 能登原盛弘「サンプル遺伝子の系図過程と遺伝的多様性」『日本統計学会講演報告集』第71巻、2003年9月、449-450頁、NAID 10013687173。
- 能登原盛弘「集団遺伝学における確率モデル」『Annual review』第9号、名古屋市立大学、2005年3月、41-47頁、ISSN 1342-9329、NAID 110004628452。
- 藤谷武史, 能登原盛弘, 熊澤慶伯「ミトコンドリアDNA塩基配列を用いた名古屋市及び周辺地域におけるカスミサンショウウオの遺伝的多様性の研究」『爬虫両棲類学会報』第2016巻第1号、日本爬虫両棲類学会、2016年5月、1-12頁、ISSN 1345-5826、NAID 40020882167。